# Admontia nasoni
Admontia nasoni är en tvåvingeart som beskrevs av Daniel William Coquillett 1895. Admontia nasoni ingår i släktet Admontia och familjen parasitflugor. Inga underarter finns listade i Catalogue of Life.